# Majcichov
Majcichov es un municipio del distrito de Trnava en la región de Trnava, Eslovaquia, con una población estimada a final del año 2024 de 2181 habitantes.
Se encuentra ubicado en el centro de la región, cerca del río Váh (cuenca hidrográfica del Danubio) y de la frontera con la región de Bratislava.

## Demografía
| Año        | 1994 | 2004    | 2014    | 2024     |
| ---------- | ---- | ------- | ------- | -------- |
| Población  | 1849 | 1857    | 1912    | 2181     |
| Diferencia |      | +0,43 % | +2,96 % | +14,06 % |

| Año        | 2023 | 2024    |
| ---------- | ---- | ------- |
| Población  | 2179 | 2181    |
| Diferencia |      | +0,09 % |